# بانکسیا والوم
بانکسیای والوم (نام علمی: Banksia aemula) نام یک گونه از سرده بانکسیا است.